# Plattenauszählung

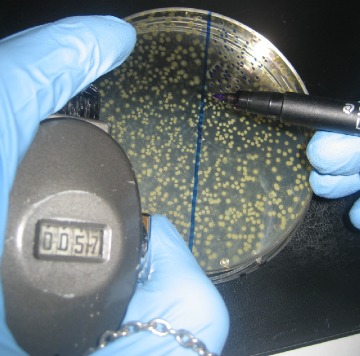
Manuelles Zählen von Kolonien per Klickzähler und Stift.

Die Plattenauszählung  (synonym Kolonienzählung, surface-viable count, plate count, Miles-und-Misra-Methode) ist eine mikrobiologische Methode zur Bestimmung der Anzahl an koloniebildenden Einheiten und somit der Lebendzellzahl von Mikroorganismen in einer Probe.

## Prinzip
Die Plattenauszählung erzeugt aus einer Probe eine meist logarithmische, serielle Verdünnungsreihe. Meistens erfolgt die Verdünnung mit phosphatgepufferter Salzlösung oder flüssigem Nährmedium als Verdünnungsmittel. Von jeder Verdünnungsstufe wird jeweils ein gleicher Teil auf drei feste Nährmedien ausplattiert (Triplikate). Darauf folgt eine Inkubation der Nährmedien mit den Mikroorganismen bei einer geeigneten Temperatur, meistens für ein bis drei Tage bei 30 bis 37 °C. Dabei wachsen die durch die Verdünnung vereinzelten Mikroorganismen zu getrennten Kolonien heran, die anschließend bei einer zum Zählen geeigneten Verdünnungsstufe ausgezählt werden können. 
Die Zahlenwerte der Triplikate einer Verdünnungsstufe werden arithmetisch gemittelt, um die statistische Signifikanz des Werts zu erhöhen, wohingegen eine Verrechnung unterschiedlicher Verdünnungsstufen zu einer Verringerung der Genauigkeit führt. Zuletzt wird der Wert mit dem Verdünnungsfaktor multipliziert, um den Wert für die unverdünnte Probe zu ermitteln.